# 미키시
미키시(일본어: 三木市)는 일본 효고현 남부의 히가시하리마 지방에 있는 시로 고베 도시권에 포함된다. 이전에는 미노군에 속했다.

## 개요
"철물의 거리"로 유명하고 주미 야마다니시키의 산지로도 알려져 있다. 고베시와 인접하여 고베시의 20% 통근권이기도 하다. 시 남동부의 뉴타운 지역인 옛 요시카와정에 있는 미나기다이는 그 주택 지역으로 기능하고 있다. 남서부에는 구시가지가 있어 유노야마 가도 등 역사적인 거리 풍경이 남아 있다. 또 북부에는 농촌과 골프장이 펼쳐져 있어 세 가지의 다른 모습을 가진 전원 도시이다. 또한 시내에 고속도로가 4개 노선, 국도가 2개 노선이 지나 교통의 요지가 되고 있다. 관광 자원도 풍부하고 주요 관광지에는 연간 약 440만 명의 관광객이 방문하고 있다. 근래에는 미키 종합방재공원과 효고 정보공원도시의 정비가 진행되어 효고현의 광역 방재나 정보 거점의 새로운 모습이 나타나고 있다. 대체로 녹지가 많은 거리이며 그것을 살린 공원과 레저 시설이 다수 있다. 미키 야마모리 숲 공원이나 전술한 미키 종합방재공원 등은 많은 시민들이 이용하고 있다.

## 지리
효고현 남부의 히가시하리마 지방에 위치하며, 세분했을 경우에 현민국은 기타하리마 현민국이 담당하고 있다. 하리마평야에 포함되고 동쪽에서 서쪽으로 미노강이 흐른다. 평야부를 둘러싸듯이 하안단구와 완만한 구릉이 펼쳐져 있다. 내륙부이기 때문에 강수량은 비교적 적고 저수지가 많다. 일본 표준시 자오선이 통과하는 곳이다. 미노강가에 구시가지가 있고 남동부 고베시와의 경계 부근에 신흥 주택지가 있다. 시내 최고 지점은 시지미정에 있는 시비레산의 453m이고 최저 지점은 벳쇼정 시모이시노의 21m이다.

### 인접하는 자치체
- 고베시(기타구, 니시구)
- 산다시
- 오노시
- 가코가와시
- 가토시
- 가코군 이나미정

## 역사
- 1954년 5월 6일 - 미노군 미키정과 구루미촌이 합병해 미노군 미키정이 되었다.
- 1954년 6월 1일 - 미노군 미키정, 벳쇼촌, 호소카와촌, 구치요카와촌이 합병해 미키시가 되었다.
- 2005년 10월 24일 - 미노군 요카와정을 편입하였다.

## 교통

### 철도
- 고베 전철 아오선

### 도로
- 산요 자동차도
- 세이신 자동차도(일본어판)
- 주고쿠 자동차도
- 마이즈루와카사 자동차도(일본어판)
- 국도 제175호선 (일본)(일본어판)
- 국도 제427호선 (일본)(일본어판)
- 국도 제428호선 (일본)(일본어판)

## 인구
| 연도                       | 인구   | ±%     |
| -------------------------- | ------ | ------ |
| 1920                       | 33,644 | —      |
| 1925                       | 35,564 | +5.7%  |
| 1930                       | 37,074 | +4.2%  |
| 1935                       | 37,304 | +0.6%  |
| 1940                       | 38,160 | +2.3%  |
| 1945                       | 47,985 | +25.7% |
| 1950                       | 47,951 | −0.1%  |
| 1955                       | 48,240 | +0.6%  |
| 1960                       | 47,062 | −2.4%  |
| 1965                       | 46,688 | −0.8%  |
| 1970                       | 49,071 | +5.1%  |
| 1975                       | 63,746 | +29.9% |
| 1980                       | 78,297 | +22.8% |
| 1985                       | 82,636 | +5.5%  |
| 1990                       | 84,445 | +2.2%  |
| 1995                       | 86,562 | +2.5%  |
| 2000                       | 86,117 | −0.5%  |
| 2005                       | 84,361 | −2.0%  |
| 2010                       | 81,038 | −3.9%  |
| 2015                       | 77,178 | −4.8%  |
| 2020                       | 75,294 | −2.4%  |
| Miki population statistics |        |        |

## 기후
| 미키시의 기후                                                | 미키시의 기후 | 미키시의 기후 | 미키시의 기후 | 미키시의 기후 | 미키시의 기후 | 미키시의 기후 | 미키시의 기후 | 미키시의 기후 | 미키시의 기후 | 미키시의 기후 | 미키시의 기후 | 미키시의 기후 | 미키시의 기후   |
| 월                                                           | 1월           | 2월           | 3월           | 4월           | 5월           | 6월           | 7월           | 8월           | 9월           | 10월          | 11월          | 12월          | 연간            |
| ------------------------------------------------------------ | ------------- | ------------- | ------------- | ------------- | ------------- | ------------- | ------------- | ------------- | ------------- | ------------- | ------------- | ------------- | --------------- |
| 역대 최고 기온 °C (°F)                                       | 16.7 (62.1)   | 19.2 (66.6)   | 21.8 (71.2)   | 28.2 (82.8)   | 30.9 (87.6)   | 34.9 (94.8)   | 37.8 (100.0)  | 36.9 (98.4)   | 35.1 (95.2)   | 30.5 (86.9)   | 25.3 (77.5)   | 21.6 (70.9)   | 37.8 (100.0)    |
| 일평균 최고 기온 °C (°F)                                     | 8.2 (46.8)    | 9.0 (48.2)    | 12.5 (54.5)   | 18.1 (64.6)   | 23.0 (73.4)   | 26.0 (78.8)   | 29.5 (85.1)   | 31.4 (88.5)   | 27.7 (81.9)   | 22.2 (72.0)   | 16.4 (61.5)   | 10.8 (51.4)   | 19.6 (67.2)     |
| 일일 평균 기온 °C (°F)                                       | 3.8 (38.8)    | 4.4 (39.9)    | 7.8 (46.0)    | 13.2 (55.8)   | 18.2 (64.8)   | 21.9 (71.4)   | 25.8 (78.4)   | 27.1 (80.8)   | 23.2 (73.8)   | 17.4 (63.3)   | 11.5 (52.7)   | 6.2 (43.2)    | 15.0 (59.1)     |
| 일평균 최저 기온 °C (°F)                                     | −0.2 (31.6)   | 0.1 (32.2)    | 3.0 (37.4)    | 8.2 (46.8)    | 13.5 (56.3)   | 18.3 (64.9)   | 22.7 (72.9)   | 23.7 (74.7)   | 19.5 (67.1)   | 13.2 (55.8)   | 7.0 (44.6)    | 2.0 (35.6)    | 10.9 (51.7)     |
| 역대 최저 기온 °C (°F)                                       | −6.2 (20.8)   | −8.3 (17.1)   | −4.6 (23.7)   | −1.4 (29.5)   | 3.5 (38.3)    | 8.8 (47.8)    | 14.7 (58.5)   | 15.6 (60.1)   | 8.6 (47.5)    | 2.4 (36.3)    | −1.0 (30.2)   | −4.9 (23.2)   | −8.3 (17.1)     |
| 평균 강수량 mm (인치)                                        | 37.2 (1.46)   | 52.8 (2.08)   | 93.9 (3.70)   | 98.6 (3.88)   | 123.1 (4.85)  | 158.9 (6.26)  | 167.7 (6.60)  | 97.8 (3.85)   | 164.6 (6.48)  | 119.9 (4.72)  | 64.4 (2.54)   | 47.7 (1.88)   | 1,220.7 (48.06) |
| 평균 강수일수 (≥ 1.0 mm)                                     | 5.1           | 6.4           | 9.2           | 9.4           | 9.4           | 11.4          | 10.2          | 6.7           | 10.1          | 8.4           | 6.1           | 5.8           | 98.2            |
| 평균 월간 일조시간                                           | 145.5         | 138.2         | 165.6         | 191.6         | 194.5         | 143.4         | 169.7         | 214.5         | 152.3         | 166.3         | 149.2         | 146.3         | 1,973.3         |
| 출처: 일본 기상청 (평년값: 1991년~2020년, 극값: 1977년~현재) |               |               |               |               |               |               |               |               |               |               |               |               |                 |